# ماشین کاری هیبریدی
تولید یا ساخت هیبریدی، به معنای ترکیب فرایندها یا مکانیزم‌ها به منظور تولید قطعات با روش‌های بهینه و کارآمد تر است. در بسیاری از مواد بازده روش‌های سنتی ماشین‌کاری پایین می‌باشد و محققین از روش‌های مختلفی برای افزایش بازده در ماشین‌کاری موادی که قابلیت ماشینکاری پایینی دارند استفاده می‌کنند، تا محدودیت‌های این فرایند به حداقل برسد. هدف کلی تولید هیبریدی رسیدن به اثر" ۳=۱+۱" است. اگرچه واژه هیبرید در تولید معانی گسترده‌ای دارد ولی یک فرایند هیبریدی را می‌توان به این صورت تعریف کرد:
«فرایندهای هیبریدی ساخت بر اساس عمل همزمان و کنترل شده مکانیزم‌های چند فرایند گوناگون یا عمل توأمان چند منبع انرژی یا ابزار است که اثر قابل توجهی بر عملکرد فرایند دارد.»

## مواد سخت ماشین کاری شونده
به جهت پیشرفت روزافزون علم و دانش و نیاز بشر به ساخت تجهیزات پیشرفته تر مهندسان علم مواد بر آن شدند که موادی خلق کنند که ویژگی‌های انحصاری مکانیکی، فیزیکی و شیمیایی داشته باشد. پیشرفت صنعت هوافضا و فضاپیماها و شرایط کاری آنها موجب به وجود آمدن و معرفی موادی شد که استحکام خود را در دماهای کاری بالا نیز حفظ می‌کنند. اما برای به‌کارگیری با شکل مورد نظر این مواد نیازمند نیاز به ماشین‌کاری دارند و از آنجایی که عمده این مواد به راحتی قابل براده برداری نیستند و هر یک دارای مشکلات خاص خود در ماشین کاری هستند، این گونه مواد به مواد سخت ماشین‌کاری شونده شهرت دارند.
تیتانیوم و آلیاژهای آن نسبت استحکام به وزن بالا، مقاومت شیمیایی مناسب، مقاومت حرارتی بالا و چگالی نسبتاً کم دارند که آنها را برای استفاده در صنایع هوایی ایده‌آل می‌سازد. Ti-6Al-4V آلیاژ رایج تیتانیوم بوده و به‌طور کلی به خاطر دارا بودن خواص ترمودینامیکی ویژه در زمره «مواد سخت ماشین کاری شونده» جای می‌گیرد. چالش اولیه هنگام ماشینکاری تیتانیوم، غلبه بر عمر کم ابزار است که به نوعی مانع استفاده از سرعت‌های برشی بالا می‌شود. تیتانیوم قابلیت هدایت حرارتی کمی دارد که مانع انتقال گرما به خارج از منطقه برش شده و باعث ایجاد دماهای بالا در منطقه برش می‌شود. تیتانیوم میل شیمیایی زیادی به چسب‌های کبالتی دارد که این چسب‌ها در ساخت اکثر ابزارها به کار گرفته می‌شود. سطح مشترک ابزار و براده معمولاً خیلی کوچک است و موجب ایجاد تنش و فشارهای بالا در منطقه برش می‌شود و همچنین براده‌های تیتانیوم میل زیادی به جوش‌خوردن به ابزار برشی در اثر فشار دارند.
کامپوزیت‌های پایه فلزی نقش اساسی در علم مواد نوین، در تمامی شاخه‌های مهندسی ایفا می‌کنند. تلاش مداوم برای بهبود روش‌های تولید و پیدا کردن مواد جایگزین، بهترین راه حل برای یافتن التزام وجود این مواد در صنایع هوافضا، دریانوردی، سیستم‌های دفاعی، اتومبیل و زمینه‌های پزشکی است. کامپوزیت‌های پایه آلومینیومی به خاطر خواص ویژه و مزایای کاربردی فراوانی که دارند، به خصوص با دارا بودن مدول‌های ویژه بالا نظیر مدول در واحد وزن و استحکام ویژه آن (استحکام در واحد وزن) استفاده از آن‌ها را برای کاربردهای ویژه مناسب می‌سازد.
تقویت کننده‌های سرامیکی زیادی برای این گونه کامپوزیت‌ها معرفی شده‌است، اما کاربید تیتانیوم توجه ویژه ای را به خود جلب کرده‌است. این ماده به خاطر سختی بالا، استحکام ویژه بالا، مقاومت سایشی و ثبات ابعادی مورد توجه واقع شده‌است .کامپوزیت‌ها با روش‌های گوناگون ساخت معمولاً نزدیک به اندازه نهایی تولید می‌شوند ولی در اکثر کاربردهای مهندسی، برای رسیدن به ابعاد نهایی نیاز به ماشین‌کاری وجود دارد و این مرحله قابل حذف نیست. وجود ذرات سخت در پایه فلزی نرم، خواص مکانیکی کامپوزیت‌های پایه فلزی را بالا می‌برد و بر قابلیت ماشین کاری با روش‌های سنتی همچون تراشکاری، فرزکاری، سوراخ کاری و اره کاری اثر می‌گذارد. ماشین‌کاری کامپوزیت‌های آلومینیومی تقویت شده با ذرات ناپیوسته کاربید تیتانیوم چالش‌های فراوانی را به خاطرِ سایش بالای ذرات تقویت کننده و ساختار ناهمسانگرد و ناهمگن آنها برای صنایع ایجاد کرده‌است. شکست زودهنگام ابزار یکی از مشکلات مهم ماشین‌کاری این نوع کامپوزیت‌های پایه فلزی است. این کار باعث ایجاد اصطکاک بین سطوح تماس قطعه-ابزار-براده می‌شود که باعث بالا رفتن دما خواهد شد. این موضوع موجب تولید سطحی با زبری نامناسب، نیروهای برشی بالاتر و تشکیل براده با لبه انباشته، بر روی لبه ابزار خواهد شد.
به عنوان یک آلیاژ که استحکام مکانیکی عالی و مقاومت به خزش در دماهای بالا از خود نشان می‌دهد می‌توان به سوپرآلیاژهای پایه نیکل اشاره کرد. اینکونل ۷۱۸ یکی از انواع سوپر آلیاژهای مقاوم به حرارت است که آلیاژی با استحکام بسیار بالا، شکل‌پذیری خوب و مقاوم در برابر خستگی می‌باشد. اینکونل ۷۱۸ به‌طور گسترده به خاطر مقاومت حرارتی استثنایی و قابلیت حفظ خواص مکانیکی در دماهای بالای ۷۰۰ درجه سلسیوس مورد استفاده قرار می‌گیرد. این ماده به‌طور وسیعی برای ساخت اجزای راکت‌های مایع، قسمت‌های موتور توربین هواپیماها، مخازن برودتی و غیره مورد استفاده قرار می‌گیرد. زمینه آستنیتی با ساختار کریستالی وجوه مرکز پر تا حد زیادی خواص مکانیکی را بالا برده و موجب موجب می‌شود که ماشینکاری این مواد بسیار دشوار و توأم با چالشی جدی باشد. اثرات سخت کاری و رسوب فاز("γ)و همچنین تا حد جزئی اثرات رسوب فاز('γ)موجب استحکام در دماهای بالا می‌شود. گرمای زیاد ایجاد شده حین ماشینکاری همراه با هدایت حرارتی کم ماده منجر به ایجاد دماهای برشی بالا می‌شود که با تغییر شکل و اصطکاک در سطح تماس ابزار-براده و ابزار-قطعه کار رابطه دارد. در نتیجه ماشین‌کاری سوپرآلیاژها با راندمان بالا و آسیب اندک، چالشی بزرگ و مسائلی حل نشده را برای صنایع ماشین‌کاری باقی گذاشته‌است. ماشین‌کاری سنتی این مواد به کندی صورت می‌گیرد و توأم با بهره‌وری کم است چرا که فقط فقط از سرعت‌های برشی پایین می‌توان استفاده کرد. به منظور افزایش بهره‌وری، انواع مشخصی از فرایندهای کمکی را می‌توان برای تسهیل عملیات برش به کار برد.

## محدودیت‌ها و نحوه مقابله با آن‌ها
در ماشین‌کاری سنتی محدودیت‌هایی از قبیل:
1. نرخ براده برداری پایین
2. زبری سطح بالا
3. فرسایش نسبی بالای ابزار
4. تنش‌های پسماند سطحی و میکروترک‌های سطحی

وجود دارند.
به منظور به حداقل رساندن محدودیت‌های ذکر شده، تحقیقات متعددی در خصوص توسعه فرایندهای سنتی صورت پذیرفته‌است. امروزه روش‌های جدیدی ابداع شده‌اند که برای افزایش توانمندی‌های فرایندهای ماشینکاری دو یا چند فرایند ماشین‌کاری، با یکدیگر ترکیب می‌شوند تا بتوان از مزایای هر یک بهره برد.
توسعه و استفاده از فرایند هیبریدی باید به گونه ای باشد که این مزایا افزایش یافته و معایب بالقوه موجود در هر تکنیک به حداقل برسد. اثر توأم فرایندها، بهره‌وری را بالا می‌برد (به عنوان مثال نیروهای کمتر فرایند سایش کمتر ابزار) یا ماشین‌کاری موادی که تنها با یک فرایند (فرایندهای سنتی) قابل انجام نیستند را ممکن می‌سازد. در کنار سنجش بهره‌وری، ترکیب همزمان فرایندها یا منابع انرژی بر روی سلامت سطح نیز اثرگذار خواهد.
بود بر اساس تاریخ ارائه شده در جدول یک گروه‌بندی مختصری از فرایندهای هیبریدی ارائه شده‌است.
| (الف) ترکیب منابع مختلف انرژی یا ابزارها                                    | (ب) کاربردهای کنترل شده مکانیزم‌های فرایند                                  |
| --------------------------------------------------------------------------- | -------------------------------------------------------------------------- |
| (تراشکاری به کمک لیزر، سنگ زنی به کمک ارتعاش برشکاری به کمک عوامل محیطی و…) | انجام سنتی فرایندهای جداگانه (مثلاً سنگ زنی سخت، ترکیب برداشت و فرم دهی و…) |
| (ترکیب ماشین‌کاری تخلیه الکتریکی و ماشین‌کاری الکتروشیمیایی)                  |                                                                            |

اولین گروه "الف" شامل فرایندهای می‌شود که دو یا چند منبع انرژی یا ابزار ترکیب می‌شوند و اثری کمک کننده در منطقه ماشین‌کاری دارند. یک تقسیم‌بندی بیشتر این گروه را به "فرایندهای هیبریدی کمکی" و "فرایندهای هیبریدی خالص" تقسیم می‌کند. در فرایندهای کمکی مکانیزم برداشت ماده توسط فرایند اولیه اتفاق می‌افتد. فرایند ثانویه فقط به عنوان کمک است، در حالی که در فرایندهای خالص هیبریدی مکانیزم‌های برداشت ماده زیادی (نشئت گرفته از فرایندهای مختلف) وجود دارند، یا حتی مکانیزم‌های جدیدی ایجاد می‌شوند. مثالهایی از تکنولوژی‌های مختلف در جدول فوق آورده شده‌است.

## فرایندهای ماشین‌کاری هیبریدی، دسته‌بندی و کاربردها
بر اساس طبقه‌بندی دقیق تر فرایندهای ماشین‌کاری هیبریدی به دو دسته کلی زیر قابل تقسیم‌بندی است:
1. فرایندهای نوع ترکیبی یا مخلوطی، که در آن همه فرایندهای تشکیل دهنده به‌طور مستقیم دربرداشت مواد شرکت دارند.
2. فرایندهای نوع کمکی که در آن تنها یکی از فرایندهای شرکت کننده به‌طور مستقیم دربرداشت ماده شرکت دارد و دیگر شرکت‌کنندگان فقط با داشتن اثر مثبت بر روی شرایط ماشین‌کاری به برداشت ماده کمک می‌کنند.

در فرایندهای ماشین‌کاری هیبریدی کمکی، مواد توسط یک فرایند اولیه برداشته می‌شود که این فرایند می‌تواند فرایندی سنتی یا غیر سنتی باشد در حالی که فرایند ثانویه با به‌کارگیری یک ارتعاش با فرکانس بالا، گرما، مواد ساینده، سیال یا یک میدان مغناطیسی کمک به عمل برش را امکان‌پذیر می‌سازد. افزودن این فرایندهای کمکی باعث تشکیل مکانیزم برداشت ماده، از بین بردن پلیسه و لایه‌های دوباره منجمد شده از سطح کار، خارج کردن مواد مذاب از منطقه ماشینکاری یا پرداخت کاری قطعی کار می‌شود. فرایندهای کمکی ماشینکاری هیبریدی را می‌توان بر اساس منابع انرژی و مکانیزم برداشت ماده یا منابع کمکی مجدداً طبقه‌بندی کرد نظیر فرایندهای ماشین‌کاری هیبریدی به کمک ارتعاش، به کمک حرارت و فرایندهای ماشین‌کاری هیبریدی به کمک محیط واسطه.

## فرایندهای ماشین‌کاری کمکی
فرایندهای ماشین‌کاری هیبریدی به کمک ارتعاش
یکی از انواع مهم فرایندهای هیبریدی، ماشین‌کاری به کمک ارتعاش است که در آن از ارتعاشات با فرکانس بالا و دامنه کم برای کمک به فرایند اولیه برداشت ماده استفاده می‌شود. مفهوم استفاده از ارتعاشات با فرکانس بالا با هدف برداشت ماده بیش از نیم قرن نیم قرن است که شناخته شده‌است و عموماً با عنوان ماشینکاری التراسونیک نامیده می‌شود. در این روش، ارتعاشی با دامنه کوچک(۱۵–۱میکرومتر میانگین دامنه، فرکانس ۸۰–۱۰کیلوهرتز) به حرکت ابزار یا قطعه اضافه می‌شود. در اکثر سیستم‌ها، ارتعاش در محدوده فرکانسی فراصوت(۲۵–۱۸ کیلوهرتز)
قرار دارد و ارتعاش توسط پیزورها در داخل سیستم ابزار گیر یا اسپیندل ایجاد می‌شود؛ بنابراین از واژه «ماشینکاری به کمک ارتعاشات سونیک» استفاده می‌شود. بسته به فرایند اولیه، فرایندهایی چون تراشکاری التراسونیک که در آن ارتعاش به صورت تک بعدی یا دو بعدی (بیضوی)، سوراخکاری به کمک التراسونیک و سنگ زنی به کمک التراسونیک توسعه داده شدند.

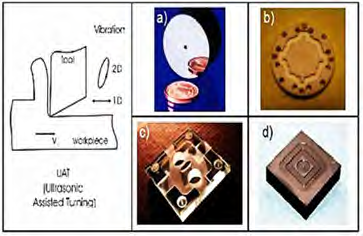

برای مواد آهنی، ارتعاش عمدتاً اثر مثبتی بر زبری سطح و حذف پلیسه دارد. نوع بافت سطح ماشین‌کاری شده به علت اضافه شدن حرکت ارتعاشی هموارتر می‌شود. البته ارتعاش باید در جهت مناسب اعمال شود. بهبود در تراشکاری آلومینیوم یا کامپوزیت‌های پایه فلزی آلومینیومی به همراه ذرات SiC تنها در حالتی که ارتعاش در امتداد جهت شعاعی نباشد به دست می‌آید. در مورد اخیر زبری سطح بالاتر ناشی از تغییر در عمق برش ایجاد می‌شود. بررسی تراشکاری تنگستن کاربید به کمک ارتعاشات التراسونیک نشان می‌دهد که ماشین‌کاری مواد ترد هنگامی امکان‌پذیر است که عمق برش از یک مقدار معین کمتر باشد (عمق برش بحرانی)، تا منجر به شکست سطوح آزاد (خارجی) شود.

## فرایندهای ماشین‌کاری به کمک عوامل محیطی
ماشین‌کاری به کمک جت پرفشار سیال برشی

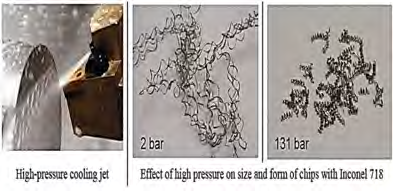

در حوزه فرایندهای به کمک عوامل محیطی یکی از موضوعات بسیار مهم اعمال سیال برشی با فشار بالا (که به عنوان ماشین‌کاری به کمک جت فشار بالا شناخته می‌شود) بین سطح مشترک ابزار و براده است و موجب بهبود ماشین‌کاری مواد سخت ماشین‌کاری شونده مانند آلیاژهای پیشرفتهٔ نیکل و تیتانیوم برای کاربردهای فضایی یا مواد کامپوزیتی می‌شود. از آنجایی که در ناحیه اول برش بیشترین حرارت این عملیات برش ایجاد می‌شود و این حرارت عامل اصلی فرسایش ابزار است پس اعمال جت خنک‌کننده در این ناحیه موجب کاهش دما و تأثیر مثبت بر بهره‌وری فرایند خواهد بود.
نرخ جریان و فشار سیال تأثیر بسزایی بر عمر ابزار و رفتار سایشی دارند، همچنین بر شکل براده و ساختار متالورژیکی قطعه و براده به دلیل تغییرات قابل توجه دما و روانکاری اثر می‌گذارند. اکثر سوپر آلیاژهای مقاوم به حرارت را می‌توان با بهبود سلامت سطحی یا با سرعت‌های برشی بالاتر به خاطر کاهش آسیب حرارتی ناشی از اثر خنک‌کاری بهتر با فشار بالا، ماشین‌کاری کرد.

## ماشین‌کاری برودتی
یکی دیگر از فرایندهای ماشین‌کاری به کمک عوامل محیطی، فرایند ماشین‌کاری برودتی است که در آن از جریان‌های خنک‌کننده در دماهای بسیار پایین استفاده می‌شود. در ماشین‌کاری، مقدار قابل توجهی از گرما در مناطق تغییر شکل اولیه و ثانویه تولید می‌شود. افزایش دما به دلیل تولید گرما از اصطکاک و تغییر شکل پلاستیک ماده قطع کار می‌تواند موجب شکست ابزار یا تغییر شکل پلاستیک لبه برش، نفوذ و چسبندگی و تشکیل براده با لبه انباشته شود. خطر افزایش دما در ماشین‌کاری توسط خنک‌کننده‌ها قابل کنترل است ولی از آنجایی که سیالات برشی علت مشکلات زیست‌محیطی شناخته می‌شوند برای بهره‌مندی از سلامت زیست‌محیطی و اکولوژیکی تمرکز جامعه جهانی دستیابی به تولید پایدار است.
نیتروژن مایع یک مایع خنک‌کننده و روان کار سازگار با محیط زیست است که برای کنترل مطلوب درجه حرارت برش استفاده می‌شود که باعث افزایش طول عمر ابزار خواهد شد. استفاده از این مایع مصرف انرژی و نیروهای اصطکاکی را کاهش می‌دهد؛ دقت ابعادی، کیفیت سطح، شکست براده و برداشت آن را برای حصول به ماشین کاری دقیق بهبود می‌بخشد. علاوه بر این هزینه و زمان تولید را با فراهم کردن استفاده از سرعت‌های برشی بالاتر کاهش می‌دهد.
علاوه بر این نیتروژن در اثر برخورد با منطقه برش، تبخیر شده و بدون ایجاد هرگونه زباله از مایعات برش، وارد محیط می‌شود. براده‌های تولید شده توسط این روش هیچ اثری از روان کار بر روی خود ندارند و نیاز به شستشوی آنها نیست و می‌تواند با هزینه‌ای کمتر به عنوان آهن قراضه بازیافت شود. در این فرایند، نیتروژن به کمک نازلی به قطر کوچک مطابق شکل ۳ به منطقه برش تزریق می‌شود.
درجه حرارت نیتروژن پس از اعمال در حوالی ۲۰۰- درجه سلسیوس است. نیتروژن مایع، حرارت تولید شده در طول ماشین‌کاری را جذب کرده و به سرعت تبخیر می‌شود، تبدیل شدن مایع به گاز، یک لایه یا بالشتکی بین براده و سطح ابزار ایجاد می‌نماید که به عنوان روان‌کننده عمل می‌کند. استفاده از نیتروژن مایع از نقطه نظر نرخ جریان و فشار سیال عرضه شده به منطقه برش بسیار مهم است. اما خنک‌کنندگی بیش از حد قطعه کار در این روش ممکن است منجر به ترد شوندگی آن و در نتیجه باعث افزایش نیروی برش مورد نیاز شود نیروهای برش مورد نیاز در ماشین‌کاری برودتی با توجه به توانایی مایع برودتی در کاهش ضریب اصطکاک در سطح ابزار و براده، می‌تواند کمتر از ماشینکاری خشک باشد.
خنک‌کننده سرمازا بیشتر در سرعت‌های برشی کم مورد استفاده قرار می‌گیرد. با افزایش در سرعت برش، توانایی خنک‌کنندگی آن کاهش می‌یابد. به این دلیل که در سرعتهای برش بالاتر، تمایل اتصال براده به ابزار افزایش یافته و براده به حالت پلاستیکی کامل تبدیل شده و مانع نفوذ مخلوط سرمازا به سطح ابزار و براده داغ، می‌شود. با استفاده از جت نیتروژن مایع که به خوبی کنترل شده باشد، عمر ابزار طولانی‌تر می‌شود و راندمان ماشین‌کاری افزایش می‌یابد.
در مدت زمان ماشین‌کاری با ابزار کاربیدی خنک‌کننده سرمازا، انواع مختلف مکانیزم‌های سایشی مانند خراش، چسبندگی و نفوذ به تأخیر می‌افتد که نمایانگر بهبودی قابل توجه در عمر ابزار است. در خنک‌کننده سرمازا دقت و صحت فرایند، کم بوده و این موضوع یکی از عیوب این فرایند است و علت آن، اختلاف دمای بیش از حد بین قطعه و ابزار است.

## فرایندهای ماشین‌کاری هیبریدی به کمک گرما
در این تکنیک که عموماً با عنوان ماشین‌کاری به کمک حرارت یا ماشین‌کاری به کمک حرارت افزایش یافته شناخته می‌شود، برشکاری در بازه دمایی ۴۰۰ تا ۷۰۰ درجه سلسیوس رخ می‌دهد که در این دما، استحکام برشی مواد به‌طور قابل توجهی از استحکام در دمای اتاق کمتر است. کاهش استحکام مواد منجر به کاهش قابل ملاحظه نیروهای برشی می‌شود. این تکنیک از لحاظ اقتصادی تنها وقتی امکان‌پذیر است که قابلیت ماشین‌کاری ماده در حال کار محدود باشد و همچنین پارامترهای برشی (عمق بار، پیش روی به ازای هر دندانه و سرعت برشی) خیلی پایین باشد.
اثرات مضر خواص مکانیکی موادی که ماشین‌کاری می‌شوند مثل سختی بالا، استحکام، چقرمگی و سفتی بر قابلیت ماشین‌کاری ممکن است تا حد زیادی با افزایش دمای موضعی قطع کار رفع گردد. فرایندهای پیشرفته ماشین‌کاری به کمک گرما بر این واقعیت تکیه دارند که قابلیت ماشین‌کاری، مخصوصاً در فلزات سخت ماشین‌کاری‌شونده و آلیاژهای آنها، با ماشین‌کاری در دمای بالا با استفاده از یک منبع گرمایی خارجی بهبود می‌یابد. استفاده از یک منبع گرمایی خارجی قابلیت ماشین‌کاری را با حداقل کردن نیروهای ماشین‌کاری بهتر کردن سلامت سطح مقطع و افزایش عمر ابزار بهبود می‌بخشد. این منبع گرما شاید به شکل یک پرتوی لیزر، پرتوی الکترون، پرتوی پلاسما، القای فرکانس بالا یا مواردی از این دست باشد.
برای ماشین‌کاری فولادهای آلیاژی، با افزایش فشار جریان آب بهتر می‌شود و ایجاد پلیسه به شدت کاهش می‌یابد. اثرات مشابهی را در ماشین‌کاری به کمک فشار بالای آلیاژ اینکونل ۷۱۸ می‌توان متذکر شد. همچنین یک کاهش واضح در میزان تنش‌های پسماند کششی لایه‌های زیر سطح ایجاد می‌شود، که ناشی از دمای سطحی کمتر است.

## ماشین‌کاری به کمک لیزر

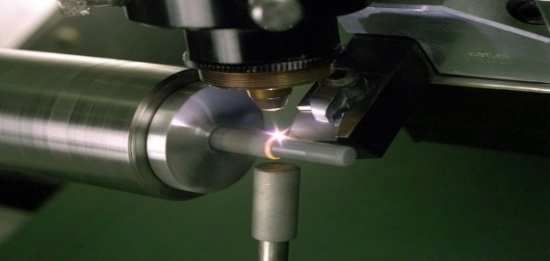

ماشیکاری به کمک لیزر یک فرایند برش دما بالا با استفاده از پرتو لیزر به عنوان منبع گرماست. این روش یکی از مهمترین و پر استفاده‌ترین انواع فرایندهای پیشرفته ماشینکاری به کمک گرماست که در آن پرتو لیزر به‌طور مستقیم برای نرم کردن قطعه یک کار حین ماشین کاری استفاده می‌شود. اساس این فرایند کاهش نیروی برشی لازم برای ماشینکاری ماده با افزایش دما به نقطه‌ای است که استحکام ماده کاهش پیدا می‌کند. در واقع در دمای بالا انرژی مخصوص تراش کم است که کارپذیری را بهبود می‌دهد. انواع مختلف لیزر مانند لیزر یاقوت، CO2، Nd:YAG، برای ارضای نیازهای مختلف مادهٔ قطع کار و فرایند استفاده می‌شوند. فرایندهای هیبریدی ماشینکاری به کمک لیزر به دو نوع کلی تقسیم می‌شوند:
1. ماشینکاری مکانیکی به کمک لیزر: که در آن از لیزر برای گرم کردن قطعه پیش از برخورد ابزار برشی در فرایندهای سنتی ماشینکاری ماننده تراشکاری، فرز کاری و سنگ زنی استفاده می‌شود.
2. فرایندهای نوین به کمک لیزر: که در آن لیزر، برداشت ماده را در فرایندهای نوین بالا می‌برد.

اولین موارد استفاده از ماشین کاری به کمک لیزر در تراشکاری مواد سخت دیده شده‌است. پرتوی لیزر در جلوی ابزار برشی متمرکز می‌شود، گرمای اعمال شده اضافی لایه‌های سطحی ماده را نرم کرده و ماشین کاری را آسان‌تر می‌کند.
برای اکثر مواد افت استحکام کششی و سختی نزدیک ۵۰۰ درجه سلسیوس رخ می‌دهد. برای کارآمدی، ابزار برش باید بتواند در منطقه برش هنگامی که دمای بیش از این مقدار است عمل کند.

## ماشین‌کاری به کمک پلاسما
ماشین‌کاری با افزایش حرارت از منابع گرمایی برای پیش گرم کردن و نرم کردن موضعی قطعه کار در جلوی ابزار برشی استفاده می‌کند. ماشین‌کاری به کمک پلاسما می‌تواند در خشن کاری یا فرایندهای ماشینکاری نیمه خشن استفاده شود. این روش به‌کارگیری فرایندهای برشی را بسیار ساده‌تر از کاربرد عملیات ماشین‌کاری سنتی می‌کند. تکنیک لیزر با تمرکز انرژی زیاد روی یک نقطه کوچک کمتر از ۳ میلی‌متر شناخته می‌شود اما در مقایسه با ماشین‌های ابزاری که در آن استفاده می‌شود هزینه خیلی بالایی دارد. در حالت پلاسما، هزینه ژنراتور خیلی کمتر است اما اشکال این است که اندازه نقطه بزرگتر از۵–۴ میلی متراست و چگالی انرژی روی نقطه گرم شده کمتر است. با این وجود نقطه بزرگتر در فرایند فرزکاری باعث مزایایی هم می‌شود. مطالعه بر روی فرز کاری به کمک پلاسما برای مواد سخت ماشینکاری شونده نشان می‌دهد که سایش ابزار در مقایسه با فرصت کاری سنتی کاهش می‌یابد و همچنین سایش پهلو و سایش شیاری با فرز کاری به کمک پلاسما در شدت پلاسماهای کم کاهش خواهد یافت.